# نجم‌آباد (سبزوار)
نجم‌آباد، روستایی است از توابع بخش مرکزی شهرستان سبزوار استان خراسان رضوی ایران.این روستای کوهپایه ای در ۲۶ کیلومتری شمال شرق سبزوار قرار دارد.
آب هوای این روستا معتدل کوهستانی از شمال دارای رشته کوه نسبتا مرتفع و از جنوب به دشت ختم میشود.این روستا دارای باغات زیاد انگور می‌باشد که سرتاسر مناطق کوهستانی شمال روستا را در بر گرفته است .دو قله معروف با نام محلی دوبرار بلند ترین نقاط در این روستا میباشند .از مکان های تفریحی این روستا توتستانک در ۱.۵ کیلومتری شمال روستا میتوان نام برد.

## جمعیت
این روستا در دهستان رباط قرار داشته و بر اساس سرشماری سال ۱۳۹۵ جمعیت آن ۶۱۰ نفر (۱۷۸ خانوار) بوده است. 
شغل اکثر مردم این روستا دامپروری باغداری و زراعت میباشد.
وجود چند کارگاه خیاطی اخیرا تعداد زیادی از جوانان این روستا را به خود مشغول نموده است که به تولید پوشاک نیز میپردازند.
در این روستا مناطق خوش آب و هوایی نیز به نام های توتستانک انجیلستان دوبرار نیز وجود دارد که پذیرای تعطیلات آخر هفته اهالی این منطقه می‌باشد.
در جنوب روستا زمین های دیم زار پهناوری وجود دارد که زمین داران این روستا به کشت دیم گندم میپردازند.
این روستا دارای باغ های سرشار از انگور می‌باشد که سرتاسر شمال این روستا شامل تاکستان نیز می‌باشد.
وجود کوه های زیاد در اطراف این روستا این مکان را به منطقه ای خوش آب و هوا تبدیل نموده است.کوه های دوبرادر در این روستا از بلندترین نقاط در این منطقه می‌باشند.